# Каневка (Мурманская область)
Ка́невка — село в Ловозерском районе Мурманской области, четвёртый по размеру населённый пункт района. Входит в сельское поселение Ловозеро. Население — 67 жителей (2010). Расстояние от районного центра 225 км. Сообщение с другими населенными пунктами воздушным транспортом.

## География
Расположено на двух берегах реки Югонька, при впадении её в Поной.
Лесные пожары
Включено в перечень населенных пунктов Мурманской области, подверженных угрозе лесных пожаров.
Климат
Климат умеренно-холодный. Зима продолжительная с затяжными метелями и полярной ночью, лето короткое и холодное с туманами и дождями. Средние температуры января-февраля составляют −12-14 градусов, июля +12+13. 27 января 1999 года зафиксирован абсолютный минимум температуры для Мурманской обл. — минус 51,1°С. Учитывая высокую влажность воздуха и сильные ветра, морозы переносятся очень тяжело.
| Показатель              | Янв.  | Фев.  | Март | Апр. | Май | Июнь | Июль | Авг. | Сен. | Окт. | Нояб. | Дек. | Год  |
| ----------------------- | ----- | ----- | ---- | ---- | --- | ---- | ---- | ---- | ---- | ---- | ----- | ---- | ---- |
| Средняя температура, °C | −13,2 | −12,7 | −8,5 | −2,8 | 3,0 | 9,2  | 13,0 | 10,6 | 6,4  | 0,3  | −6    | −9,2 | −0,8 |
| Норма осадков, мм       | 26    | 24    | 26   | 26   | 44  | 52   | 59   | 69   | 53   | 50   | 35    | 35   | 499  |
| Источник: ,             |       |       |      |      |     |      |      |      |      |      |       |      |      |

## Экономика
Основное предприятие — сельскохозяйственный оленеводческий кооператив «Оленевод». Кооператив испытывает материальные и финансовые трудности в связи с отдаленностью отделений кооператива, высокими транспортными затратами на перевозку продукции и других грузов. Большое значение для жителей села имеют рыболовство, охота, сбор грибов и ягод. Развивается экологический туризм. Большие участки рядом с селом выкуплены иностранцами под рыбную ловлю.

## Население
| 2002 | 2010 |
| ---- | ---- |
| 107  | ↘67  |

Численность населения, проживающего на территории населённого пункта, по данным Всероссийской переписи населения 2010 года составляет 67 человек, из них 39 мужчин (58,2 %) и 28 женщин (41,8 %). По оценке 2005 года в селе проживало 107 жителей.
Большинство населения – коми-ижемцы и саамы.

### Известные жители
В Каневке с 1962 года проживал саамский бард Иван Матрёхин.

## Галерея

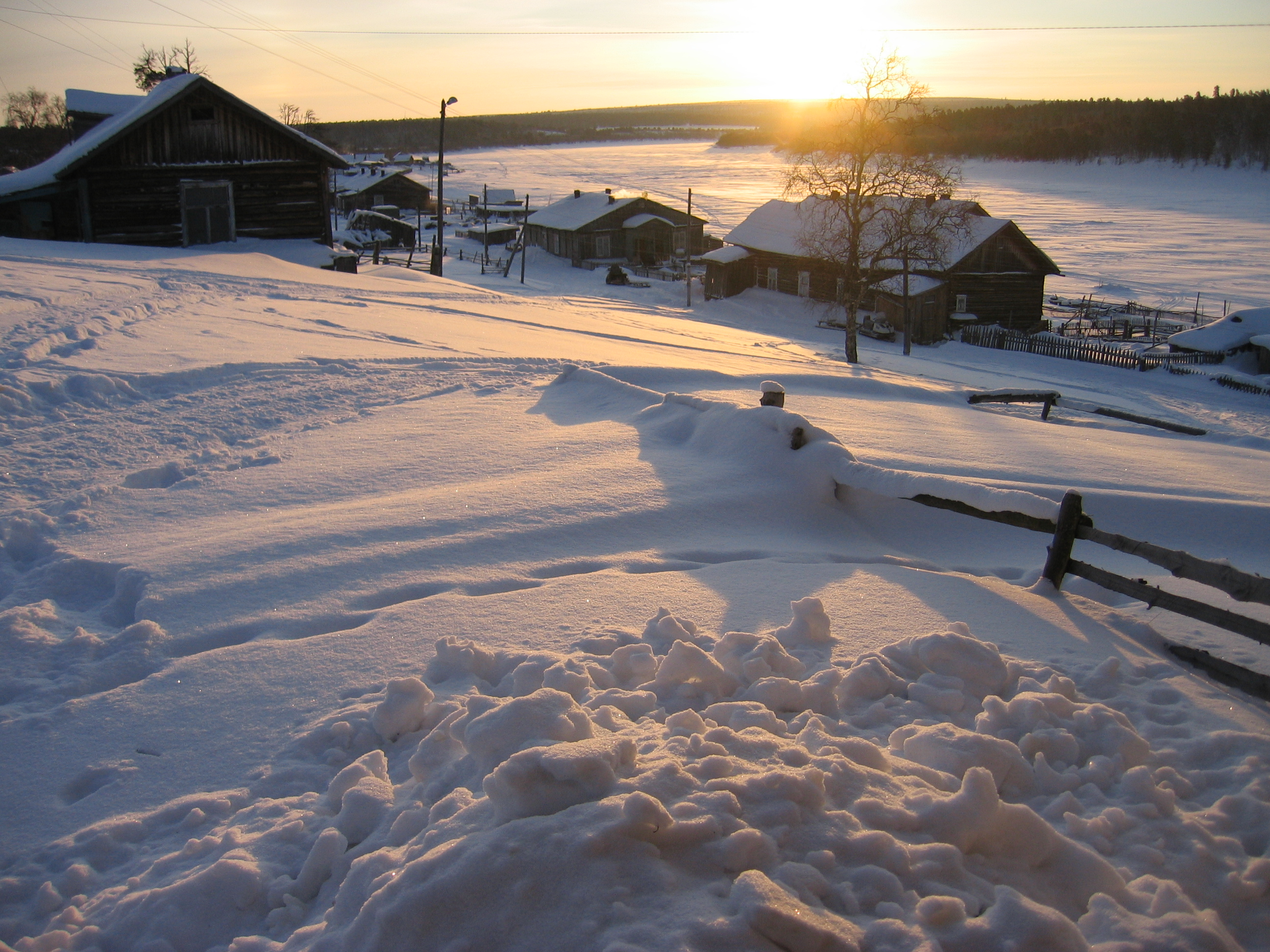
Вид на Поной
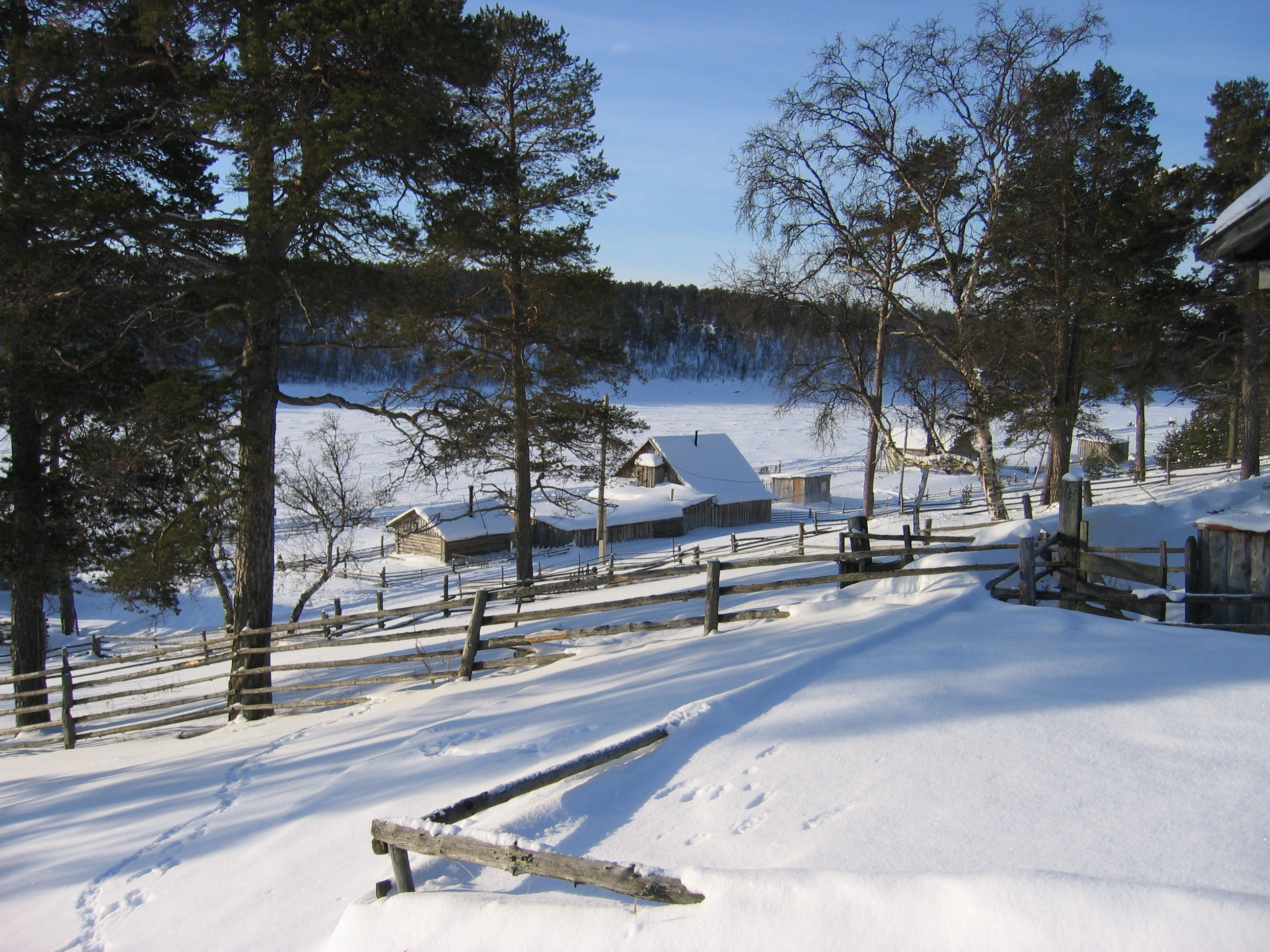
Село
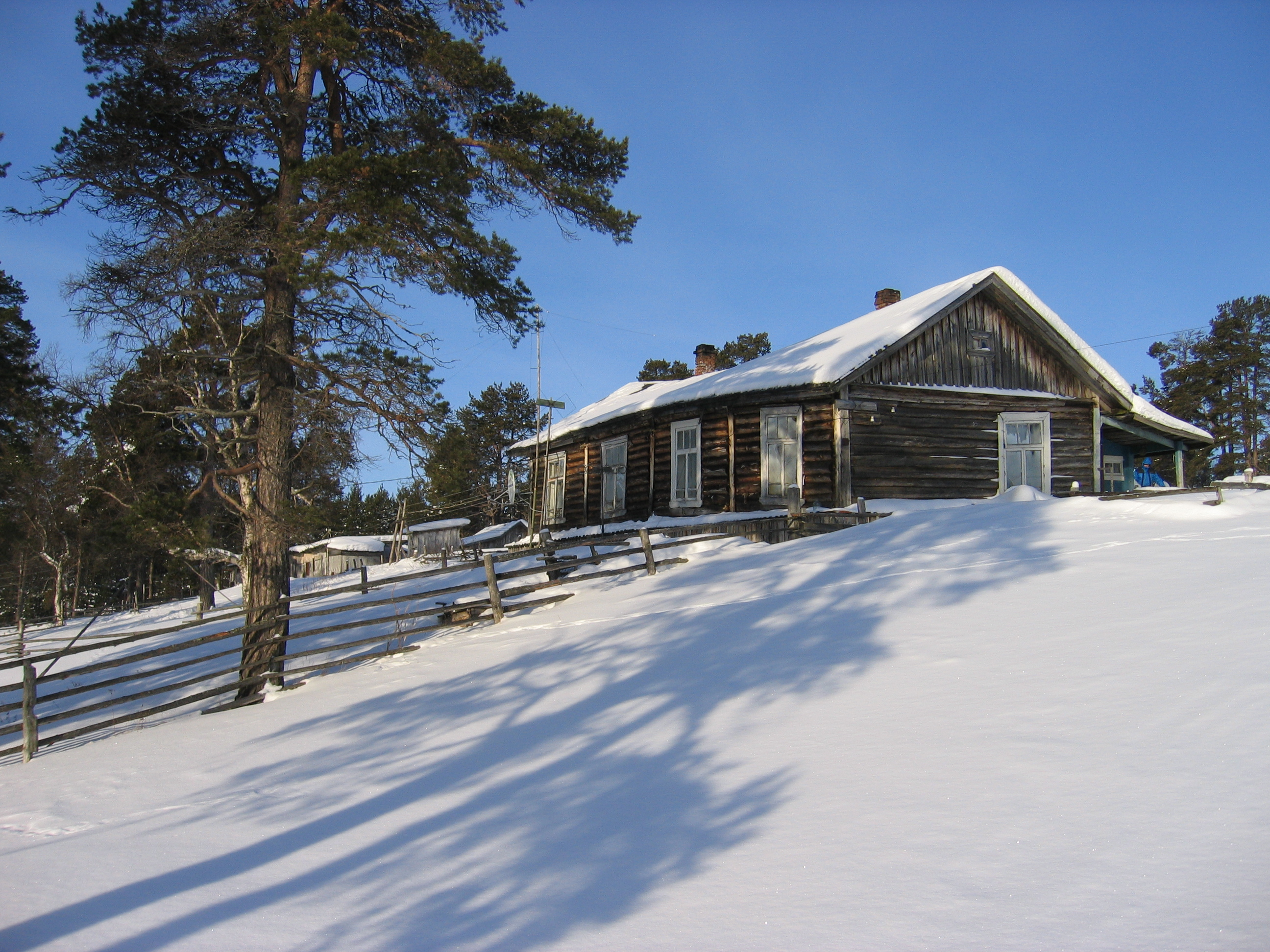
Дом в Каневке